# Алиньян, Бенуа д’
Бенуа́ д’Алинья́н (фр. Benoît d'Alignan; ум. 11 января 1268 года) — французский учёный монах-бенедиктинец и епископ марсельский (1229—1267); участник крестовых походов и основатель крепости Сафет в Палестине. Блаженный Римско-Католической церкви (память 8 июля).
Как епископ, он уговаривал монахов аббатства Сен-Виктора отказаться от права участия в городском суде, завещанного монастырю одним из виконтов, постригшихся в монахи. Однако Алиньяну не удалось подчинить Марсель графу Прованскому.
Два раз ездил в Палестину и содействовал проповеди в пользу крестового похода.

## Труды
Оставил несколько сочинений, не все были изданы:
- «О строительстве крепости Сафет» (De constructione Castri Saphet), помещённое Балюзом (Étienne Baluze) в его «Miscellanea»; археологи долго спорили, где находилась эта крепость Сафет (Saphet, Zefat, Safad), основанная Алиньяном в Палестине и взятая султаном вавилонским у тамплиеров в 1266 году;
- главное сочинение осталось в рукописи, это изложение христианского учения «Tractatus Fidei contra diversas errores etc.», отличающееся по методу от предшествовавших средневековых «сумм» (De Summa Trinitate); предисловие к нему напечатано у Балюза. В конце помещен посредине страниц символ римско-католического верования, крупно написанный, а с обеих сторон более 200 примечаний, против каких еретических мнений возражает то или иное слово символа.
- «Fide Catholica in Decretalibus» (ок. 1260).